# Dendrobium stenophyton
Dendrobium stenophyton är en orkidéart som beskrevs av Rudolf Schlechter. Dendrobium stenophyton ingår i släktet Dendrobium, och familjen orkidéer. Inga underarter finns listade i Catalogue of Life.